# Jossigny
 Jossigny  es una población y comuna francesa, en la región de Isla de Francia, departamento de Sena y Marne, en el distrito de Torcy y cantón de Thorigny-sur-Marne.

## Demografía
| 416 | 398 | 497 | 516 | 529 | 530 | 640 |
| Para los censos de 1962 a 1999 la población legal corresponde a la población sin duplicidades (Fuente: INSEE [Consultar]) |     |     |     |     |     |     |